# Albino Vidali
Albino Vidali (1915 – Muggia, 24 giugno 2007) è stato un lottatore e allenatore di lotta italiano.

## Biografia
Fu più volte campione italiano nella lotta. Entrò nel gruppo sportivo dei Vigili del Fuoco di Trieste. Divenendo maresciallo dei pompieri durante il ventennio fascista e protesse dalle persecizioni il campione di lottata di religione ebraica Maurizio Nacmias.
Rappresentò l'Italia ai I Giochi del Mediterraneo di Alessandria d'Egitto 1951, dove vinse la medaglia di bronzo nella categoria dei 73 chilogrammi.

## Palmarès
- Giochi del Mediterraneo

Alessandria d'Egitto 1951: bronzo nei 73 kg